# Œnéides
Les Œnéides  (en grec ancien Οἰνηίς) sont la sixième des tribus attiques créées par les réformes de Clisthène.

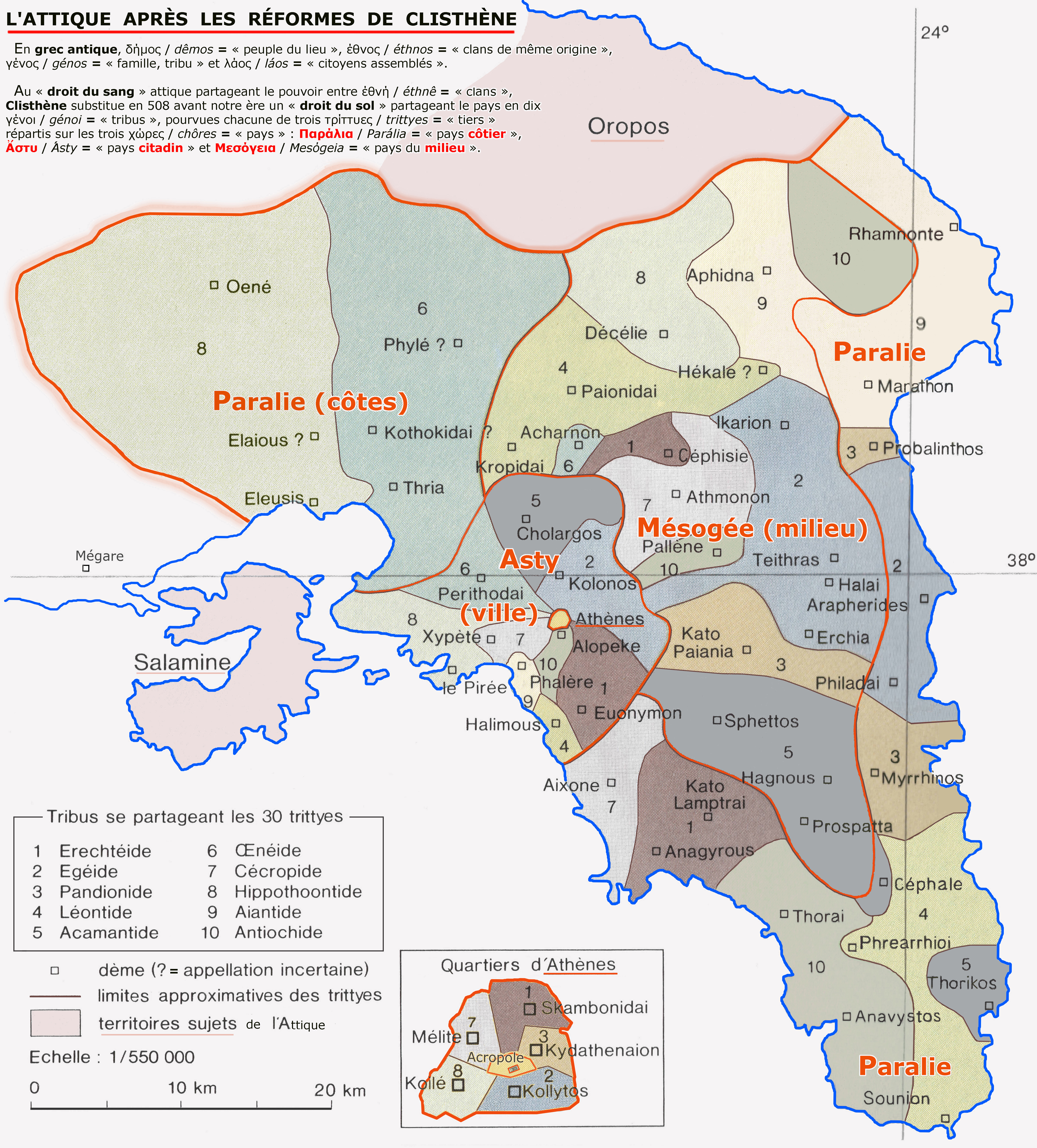
Organisation de l'Attique avec les dix "tribus", les trois "pays", les trente "trittyes" et les dèmes : les Œnéides ont les "trittyes" vert-bleu numérotées 6.

Leur nom provient du Œneus, fils de Pandion, cinquième roi d'Athènes.
Sur leur territoire se trouvait le Barathre, lieu de supplice des condamnés à mort. Parmi les dèmes qui le constituent, il y a Acharnes.